# Гальван, Томас
Томас Эсекиэль Гальван (исп. Tomás Ezequiel Galván; род. 11 апреля 2000, El Talar, Жужуй) — аргентинский футболист полузащитник клуба «Тигре».

## Клубная карьера
Гальван — воспитанник клубов «Эль Талар» и «Ривер Плейт». 16 мая 2021 года в матче против «Бока Хуниорс» он дебютировал в аргентинской Примере в составе последнего. В своём дебютном сезоне Томас стал чемпионом Аргентины. В начале 2022 года Гальван перешёл в «Дефенса и Хустисия». 11 февраля в матче против «Ньюэллс Олд Бойз» он дебютировал за новый клуб. 15 марта в поединке против «Архентинос Хуниорс» Томас забил свой первый гол за «Дефенса и Хустисия».
В начале 2023 года Гальван был арендован «Колоном». 29 января в матче против «Лануса» он дебютировал за новую команду. 26 августа в поединке против «Химнасии Ла-Плата» Томас забил свой первый гол за «Колон». 
В начале 2024 года Гальван на правах аренды стал игроком «Тигре». 25 января в матче против «Атлетико Сармьенто» он дебютировал за новую команду.  

## Достижения
Клубные
 «Ривер Плейт»
- Победитель аргентинской Примеры — 2021